# Ати (коммуна)
Ати́ (фр. Athie) — коммуна во Франции, находится в регионе Бургундия. Департамент коммуны — Кот-д’Ор. Входит в состав кантона Монбар. Округ коммуны — Монбар.
Код INSEE коммуны — 21029.

## Население
Население коммуны на 2010 год составляло 90 человек.
| 1962 | 1968 | 1975 | 1982 | 1990 | 1999 | 2010 |
| ---- | ---- | ---- | ---- | ---- | ---- | ---- |
| 90   | 88   | 76   | 74   | 70   | 92   | 90   |

## Экономика
В 2010 году среди 56 человек трудоспособного возраста (15—64 лет) 39 были экономически активными, 17 — неактивными (показатель активности — 69,6 %, в 1999 году было 68,4 %). Из 39 активных жителей работали 37 человек (20 мужчин и 17 женщин), безработных было 2 (0 мужчин и 2 женщины). Среди 17 неактивных 2 человека были учениками или студентами, 10 — пенсионерами, 5 были неактивными по другим причинам.